# Atlético Madryt (piłka ręczna)
Atlético Madryt BM – hiszpański klub piłki ręcznej mężczyzn z siedzibą w Madrycie, istniejący w latach 1951–1994, reaktywowany w 2011 roku po kłopotach finansowych klubu BM Ciudad Real. W 2013 roku ogłoszono upadłość z powodu problemów finansowych. W latach 2011–2013 stadionem klubu było Palacio de Vistalegre.
4 września 2011 roku podczas finałowego meczu Superpucharu Hiszpanii z FC Barceloną (zwycięstwo Atletico 33:26) padł rekord frekwencji na meczu piłki ręcznej w Hiszpanii: 11 963 widzów.
W latach 2011–2013 w drużynie występował Mariusz Jurkiewicz, reprezentant Polski.

## Osiągnięcia
- Liga ASOBAL

mistrzostwo (11): 1952, 1954, 1962, 1963, 1964, 1965, 1979, 1981, 1983, 1984, 1985
wicemistrzostwo (15): 1956, 1959, 1961, 1966, 1967, 1970, 1972, 1974, 1976, 1977, 1978, 1982, 1986, 2012, 2013
- Puchar Króla

zwycięstwo (12): 1962, 1963, 1966, 1967, 1968, 1978, 1979, 1981, 1982, 1987, 2012, 2013
finał (7): 1970, 1973, 1976, 1980, 1984, 1985, 1991
- Puchar Ligi

finał (1): 2013
- Superpuchar Hiszpanii

zwycięstwo (3): 1986, 1988, 2011
finał (1): 2012
- Liga Mistrzów

finał (2): 1985, 2012
- Puchar EHF

finał (1): 1987
- Klubowe Mistrzostwa Świata

zwycięstwo (1): 2012